# Знаменка (Бородулихинский район)
Знаменка (каз. Знаменка) — село в Бородулихинском районе Абайской области Казахстана. Входит в состав Бородулихинского сельского округа. Код КАТО — 633830300.

## Население
В 1999 году население села составляло 130 человек (68 мужчин и 62 женщины). По данным переписи 2009 года, в селе проживали 94 человека (55 мужчин и 39 женщин).